# Beatrix Ruf
Beatrix Ruf, född 1960 i Singen i Tyskland, är en tysk konstkurator, som var chef för Stedelijk Museum, Amsterdam mellan november 2014 och oktober 2017. Hon var dessförinnan chef för Kunsthalle Zürich. Hon arbetar med  Luma Foundation och är konstnärlig ledare för Ringier Collection. Åren 2012 och 2013 var hon rankad som den sjunde mest inflytelserika personen inom konstvärlden av ArtReview.
Beatrix Ruf är dotter till en lantmätare, och senare borgmästare, i den lilla tyska staden Singen nära gränsen till Schweiz. Hon utbildade sig i psykologi, etnologi samt konst- och kulturvetenskap på Zürichs universitet. Därefter utbildade hon sig i dans på Wiens konservatorium. Hon blev koreograf och konstkritiker och var lärare i improvisation på konservatoriet.
Beatrix Ruf började som kurator vid Kunstmuseum Thurgau 1994–1998. Hon har varit konstnärlig ledare för Ringier Collection sedan 1995. 
Mellan 1998 och 2001 var Beatrix Ruf chef för Kunsthaus Glarus. Hon blev 2001 chef för Kunsthalle Zürich.
Hon blev 2014 chef för Stedelijk Museum i Amsterdam. Hon sade upp sig i oktober 2017 efter uppgifter i nederländska media om att hon sedan 2014 hade haft stora inkomster vid sidan om museichefsarbetet som konsult i eget namn och att hon inte informerat sin arbetsgivare om detta. Amsterdams stad lät göra en egen utredning, vilken i juni 2018 lade fram sin rapport, i vilken Beatrix Ruf friades från alla anklagelser.